# World.Words.Lights./You
「World.Words.Lights./You」（ワールド・ワーズ・ライツ/ユー）は、andropの1枚目のシングル。2012年2月15日にワーナーミュージック・ジャパンから発売された。

## 概要
andropとしては、CDデビューから数えて3年目にしてキャリア初のシングルとなった。両A面シングルである。初のライブ映像作品『LIVE DVD "angstrom 0.3 pm"@SHIBUYA-AX』と同時発売となった。
オリコンチャートの週間ランキングでは初登場19位を記録した。
本作の初回プレス版は、「シースルーディスク」仕様となっている。ディスク自体に畜光機能が備わっており、暗所でディスクが光る。また、ディスクと透明シートを重ね合わせることにより文字が出現するものとなっている。

## 収録曲
1. World.Words.Lights. [3:39]
MV監督は川村真司、清水幹太、スズキユウリ、柳沢知明、KIMURA。
MVは「光」と「踊り」というテーマを元に制作されており、「music video toys」と題されたおもちゃが楽曲に合わせて動くという内容になっている。ビデオに登場するすべての「music video toys」が手作りされた。なお、「music video toys」は「WWL-01」から「WWL-10」までの10種類があり、そのうちの「WWL-01 rocker」が2012年2月29日までの期間限定で原宿Beams TOKYO CULTUARTの店頭にて展示販売されたほか、バンド公式サイトでも10体限定で受注販売された[1]。
2012年に上演された演劇集団キャラメルボックスによる『アルジャーノンに花束を』のCM及び劇中ダンスシーンで使用された[2][3]。
2. You [3:54]
A面曲であるがMVは制作されていない。